# Doug McGuigan
Douglas (Doug) Gordon McGuigan (Durban, 7 augustus 1970) is een Zuid-Afrikaans golfprofessional. Hij debuteerde in 1993 op de - toen nog anders genaamde - Sunshine Tour.

## Loopbaan
In 1989 werd McGuigan een golfprofessional en ging aan de slag bij de Southern Africa Tour (nu de Sunshine Tour). Vier jaar na zijn profdebuut, in 2003, won McGuigan met de Platinum Classic zijn eerste golftoernooi in de Sunshine Tour. In de volgende decennia won hij voorlopig nog vijf toernooien. Tussendoor speelde hij ook op de Canadese PGA Tour en behaalde daar geen profzeges.

## Prestaties

### Professional
Sunshine Tour
| Nr. | Datum            | Toernooi                           | Score           | Score | Info                          |
| --- | ---------------- | ---------------------------------- | --------------- | ----- | ----------------------------- |
| 1   | 1 november 2003  | Platinum Classic                   | 68-64-67=199    | –17   |                               |
| 2   | 25 augustus 2006 | Telkom PGA Pro-Am                  | 68-67-70=205    | –11   |                               |
| 3   | 12 oktober 2008  | BMG Classic                        | 68-70-68=206    | –10   |                               |
| 4   | 16 mei 2009      | Nashua Golf Challenge              | 66-70-73=209    | –7    |                               |
| 5   | 16 oktober 2011  | KCM Zambia Open                    | 69-68-66-69=272 | –16   | Won de play-off van Jean Hugo |
| 6   | 4 november 2012  | ISPS Handa Match Play Championship | 1up             | 1up   |                               |

Overige
- West Coast Tour (3 toernooien)